# Uta (Vorname)
Uta ist ein weiblicher Vorname. Es ist eine Variante des Namens Ute.

## Varianten
- Ute
- Utta

## Namensträgerinnen

### Einzelname
- Uta von Ballenstedt (um 1000 bis vor 1046), aus dem Geschlecht der Askanier, vermählt mit Markgraf Ekkehard II. von Meißen
- Uta de Bavaria (7. Jh.), bairische Prinzessin
- Uta von Schauenburg (Uta von Calw; um 1115/20–1197), Gründerin des Klosters Allerheiligen im Schwarzwald und Ehefrau von Welf VI.
- Uta von Uttenweiler († 722), seliggesprochene Frau

### Vorname

#### A–F
- Uta Albanese, geb. Deharde (* 1973), deutsche Tänzerin, Rollschuh- und Eiskunstläuferin und Tanzsporttrainerin
- Uta Barth (* 1958), deutsche Fotografin
- Uta Birnbaum (1933–2022), deutsche Theater- und Filmregisseurin
- Uta-Renate Blumenthal (1935–2025), deutsche Historikerin
- Uta Brandes (* 1949), deutsche Design-Expertin, -Theoretikerin und -Autorin
- Uta Bresan (* 1965), deutsche Schlagersängerin und Moderatorin
- Uta Bretschneider (* 1985), deutsche Ethnologin und Museumsleiterin
- Uta Briesewitz (* 1967), deutsche Kamerafrau
- Utta Danella (1920–2015), deutsche Schriftstellerin
- Uta Deckow (* 1971), deutsche Journalistin
- Uta Dirksen (* 1965), deutsche Medizinerin und Hochschullehrerin
- Uta-Micaela Dürig (* 1964), deutsche Kommunikationswissenschaftlerin und Managerin
- Uta Eckhardt (* 1967), deutsche Mittelstreckenläuferin
- Uta Eisold (* 1954), deutsche Schauspielerin und Regisseurin
- Uta Emmer (1937–2023), deutsche Schauspielerin und Theaterleiterin
- Uta Eser (* 1964), deutsche Biologin und Umweltethikerin
- Uta Felgner (* 1951), deutsche Managerin und ehemalige Agentin der DDR-Staatssicherheit
- Uta M. Feser (* 1959), deutsche Wirtschaftswissenschaftlerin und Hochschullehrerin
- Uta Fölster (* 1956), deutsche Richterin
- Uta Franz, geb. Franzmair (1935–2021), österreichische Schauspielerin
- Uta Frith, geb. Aurnhammer (* 1941), deutsche Entwicklungspsychologin, Neurowissenschaftlerin und Autismusforscherin
- Uta Fritze (* 1955), deutsche Astrophysikerin und Astronomin
- Uta Frommater (* 1948), deutsche Schwimmerin
- Uta Fußangel (* 1969), deutsche Moderatorin

#### G–K
- Uta Georgi (* 1970), deutsche Journalistin und Fernsehmoderatorin
- Uta Gerhardt (* 1938), deutsche Soziologin
- Uta Glaubitz (* 1966), deutsche Berufsberaterin und Autorin
- Uta Gräf (* 1970), deutsche Dressurreiterin und mehrfache Grand Prix-Siegerin
- Uta Grosenick (* 1960), deutsche Verlegerin und Sammlerin
- Uta Hagen (1919–2004), deutsch-amerikanische Bühnenschauspielerin
- Uta Hallant (1939–2022), deutsche Schauspielerin und Synchronsprecherin
- Uta Halle (* 1956), deutsche Mittelalterarchäologin
- Uta Hassler (* 1950), deutsche Architekturtheoretikerin und Professorin für Denkmalpflege
- Uta-Maria Heim (* 1963), deutsche Schriftstellerin
- Uta Heinrich (* 1951), deutsche Politikerin und Juristin
- Uta Hohn (* 1960), deutsche Geographin
- Utta Isop (* ?), österreichische Philosophin und Geschlechterforscherin, Autorin und Herausgeberin
- Uta von Kardorff, auch Uta von Witzleben (1921–2009), deutsche Journalistin und Schriftstellerin
- Uta Kargel (* 1981), deutsche Film- und Fernseh- sowie Bühnendarstellerin
- Uta Klein (1958–2019), deutsche Soziologin und Professorin für Soziologie, Gender und Diversity
- Uta Köbernick (* 1976), deutsche Schauspielerin, Kabarettistin und Liedermacherin
- Uta Kolano (* 1966), deutsche Film- und Sachbuch-Autorin sowie Regisseurin
- Uta Koppel (1936–2005), deutsche Schriftstellerin
- Uta Kron (1943–2020), deutsche Archäologin
- Uta Krüger (* ?), deutsche Schauspielerin
- Uta-Maria Kuder (* 1957), deutsche Politikerin (CDU)
- Uta Kummer (* 1966), bremische Politikerin (SPD)
- Uta Kühnen (* 1975), deutsche Judoka

#### L–R
- Uta Levka, geb. Lewitzka (* 1942; auch Eva Eden oder Uta Levy), deutsche Schauspielerin
- Uta Lindgren (1941–2017), deutsche Historikerin
- Uta Mauersberger (* 1952), deutsche Lyrikerin, Kinderbuchautorin und Nachdichterin
- Uta-Verena Meiwald (* 1966), deutsche Politikerin (Die Linke)
- Uta Merzbach (1933–2017), US-amerikanische Mathematikhistorikerin
- Uta Möckel, verh. Kretzer (* 1964), deutsche Marathonläuferin
- Uta-Brigitte Müller (* 1946), deutsche Politikerin (SPD)
- Uta Nickel (* 1941), deutsche Politikerin (SED, später PDS)
- Uta Oelke (* 1957), Professorin für Pflegepädagogik
- Uta Pigorsch (* ?), deutsche Volkswirtin
- Uta Pippig (* 1965), deutsche Langstreckenläuferin
- Uta Pohl-Patalong (* 1965), deutsche evangelische Theologin
- Uta Poplutz (* 1971), deutsche römisch-katholische Theologin
- Uta Poreceanu, auch Uta Schlandt (1936–2018), rumänische Kunstturnerin
- Uta Prelle, verh. Prelle-Köppe (* 1963), deutsche Schauspielerin
- Uta Priew (* 1944), deutsche Opernsängerin (Mezzosopran)
- Uta Barbara Pühringer (* 1943), österreichische Politikerin (ÖVP)
- Uta Ranke-Heinemann (1927–2021), deutsche Theologin und Autorin
- Uta Reimann-Höhn, geb. Reimann (* 1962), deutsche Autorin pädagogischer Sachbücher und Lernmaterialien
- Uta Reinhardt (* 1966), deutsche Malerin
- Uta Rensch (* 1952), deutsche Kommunalpolitikerin (SPD)
- Uta Rohländer, verh. Fromm (* 1969), deutsche Leichtathletin
- Uta Rohrschneider (* 1963), deutsche Sachbuchautorin und Managementberaterin
- Utta Roy-Seifert (1926–2025), österreichische Literaturübersetzerin
- Uta Rüping (* 1956), deutsche Rechtsanwältin und Notarin sowie Vizepräsidentin des Niedersächsischen Staatsgerichtshofs
- Uta Ruppert (* 1961), Professorin für Politikwissenschaft und politische Soziologie

#### S–Z
- Uta Sax (* 1937/39), deutsche Schauspielerin
- Uta Schellhaaß (* 1944), deutsche Politikerin (FDP)
- Uta Schmidt (1965–2023), deutsche Filmeditorin
- Uta Schmidt (* 1968), deutsche Theologin
- Uta Schmidt, deutsche Radiomoderatorin und Sportjournalistin
- Uta Schmuck, verh. Hoffmann (* 1949), deutsche Schwimmerin
- Uta Schorn (* 1947), deutsche Schauspielerin und Moderatorin
- Uta Schorn (* 1957), deutsche Turnerin
- Uta Schütz (* 1955), deutsche Schwimmerin und Olympiateilnehmerin
- Uta-Maria Schütze (* 1944), deutsche Schauspielerin
- Uta Seewald-Heeg (* 1962), deutsche Computerlinguistin
- Uta Stammer (1948–2018), deutsche Schauspielerin und Hörspielsprecherin
- Uta Steinhardt (* 1964), Professorin für Landschaftsnutzung und Naturschutz
- Uta Stolle (* 1943), deutsche Historikerin, Germanistin, Journalistin und Autorin
- Utta Stötzer (* 1940), deutsche Politikerin (SPD)
- Uta Süße-Krause (* 1955), deutsche Photographin und Musikerin
- Uta Szyszkowitz, geb. Wiers-Keiser (* 1935), österreichische Literaturübersetzerin
- Uta Taeger (* 1940), deutsch-französische Schauspielerin
- Uta Titze-Stecher, geb. Weber (1942–2024), deutsche Politikerin (SPD)
- Uta Ullmann-Iseran, auch: Uta Ullmann (* 1947), deutsche Kinder- und Jugendbuchautorin
- Uta Belina Waeger (* 1966), österreichische bildende Künstlerin
- Uta Windisch (* 1949), deutsche Politikerin (CDU)
- Uta Würfel (* 1944), deutsche Managerin und Politikerin (FDP)
- Uta Zapf, geb. Poetschke (* 1941), deutsche Politikerin (SPD)